# Alfred Tauber
Pour les articles homonymes, voir Tauber (homonymie).
Alfred Tauber est un mathématicien autrichien, né le 5 novembre 1866 à Pressbourg et mort le 26 juillet 1942 dans le camp de concentration de Theresienstadt.
Il est resté célèbre pour ses contributions à l’analyse et à l’analyse complexe : il a laissé son nom à un nombre important de théorèmes portant sur des domaines allant de l’analyse harmonique à la théorie des nombres.

## Vie et carrière universitaire
Né à Pressbourg dans le Royaume de Hongrie (actuellement Bratislava en Slovaquie), Alfred Tauber commence à étudier les mathématiques à l'université de Vienne en 1884, obtient son doctorat en 1889 et son habilitation universitaire en 1891. De 1892 à 1908, il travaille au service de la compagnie d’assurances Phönix, et parallèlement est professeur et directeur de la chaire de mathématiques des assurances à l’université technique de Vienne. En 1908, il devient professeur à l’université de Vienne. En 1933 il est décoré de l’ordre du Mérite et prend sa retraite en tant que professeur émérite extraordinaire. Il continue néanmoins de donner des cours comme privat-docent jusqu’à être contraint de démissionner en 1938, à la suite de l’Anschluss. Les 28 et 29 juin 1942 il est déporté à Theresienstadt, où il est assassiné le 26 juillet 1942.